# Elida Agüero
Elida Sandra Agüero (18 luglio 1968) è un'ex schermitrice argentina, specializzata nella spada.

## Palmarès
In carriera ha conseguito i seguenti risultati:
- Giochi panamericani:

Winnipeg 1999: bronzo nella spada individuale.
Guadalajara 2011: bronzo nella spada individuale.